# 38e cérémonie des Razzie Awards
La 38e cérémonie des Golden Raspberry Awards, organisée par la Golden Raspberry Award Foundation, a lieu le 3 mars 2018 et récompense les pires films sortis en 2017.

## Palmarès

### Pire film
- Le Monde secret des Emojis (The Emoji Movie)
  - Baywatch : Alerte à Malibu (Baywatch)
  - Cinquante nuances plus sombres (Fifty Shades Darker)
  - La Momie (The Mummy)
  - Transformers: The Last Knight

### Pire actrice
- Tyler Perry pour son rôle de Madea dans Boo 2! A Madea Halloween
  - Katherine Heigl pour son rôle de Tessa Connover dans Rivales (Unforgettable)
  - Dakota Johnson pour son rôle de Anastasia Steele dans Cinquante nuances plus sombres (Fifty Shades Darker)
  - Jennifer Lawrence pour son rôle de Mère dans Mother!
  - Emma Watson pour son rôle de Mae Holland dans The Circle

### Pire acteur
- Tom Cruise pour son rôle de Nick Morton dans La Momie (The Mummy)
  - Johnny Depp pour son rôle du Capitaine Jack Sparrow dans Pirates des Caraïbes : La Vengeance de Salazar (Pirates of the Caribbean: Dead Men Tell No Tales)
  - Jamie Dornan pour son rôle de Christian Grey dans Cinquante nuances plus sombres (Fifty Shades Darker)
  - Zac Efron pour son rôle de Matt Brody dans Baywatch : Alerte à Malibu (Baywatch)
  - Mark Wahlberg pour son rôle de Dusty Mayron dans Very Bad Dads 2 (Daddy's Home 2) et pour son rôle de Cade Yeager dans Transformers: The Last Knight

### Pire second rôle masculin
- Mel Gibson pour son rôle de Mr. Mayron dans Very Bad Dads 2 (Daddy's Home 2)
  - Javier Bardem pour son rôle de Lui dans Mother! et pour son rôle du Capitaine Salazar dans Pirates des Caraïbes : La Vengeance de Salazar (Pirates of the Caribbean: Dead Men Tell No Tales)
  - Russell Crowe pour son rôle du Dr. Henry Jekyll dans La Momie (The Mummy)
  - Josh Duhamel pour son rôle du colonel William Lennox dans Transformers: The Last Knight
  - Anthony Hopkins pour son rôle de Hagen Kahl dans No Way Out (Collide) et pour son rôle de Sir Edmund Burton dans Transformers: The Last Knight

### Pire second rôle féminin
- Kim Basinger pour son rôle de Elena Lincoln dans Cinquante nuances plus sombres (Fifty Shades Darker)
  - Sofia Boutella pour son rôle de la Momie dans La Momie (The Mummy)
  - Laura Haddock pour son rôle de Vivian Wembley dans Transformers: The Last Knight
  - Goldie Hawn pour son rôle de Linda Middleton dans Larguées (Snatched)
  - Susan Sarandon pour son rôle de Isis, la mère de Carla dans Bad Moms 2 (A Bad Moms Christmas)

### Pire combinaison à l’écran
- Chaque association de deux émojis horripilants dans Le Monde secret des Emojis (The Emoji Movie)
  - Chaque association de deux humains, deux robots ou deux explosions dans Transformers: The Last Knight
  - Chaque fois que deux personnages, sex-toys ou positions sexuelles apparaissent dans Cinquante nuances plus sombres (Fifty Shades Darker)
  - Johnny Depp et sa vieille routine d’alcoolique dans Pirates des Caraïbes : La Vengeance de Salazar (Pirates of the Caribbean: Dead Men Tell No Tales)
  - Tyler Perry et sa robe ou sa perruque dans Boo 2! A Madea Halloween

### Pire préquelle, remake, plagiat ou suite
- Cinquante nuances plus sombres (Fifty Shades Darker)
  - Baywatch : Alerte à Malibu (Baywatch)
  - Boo 2! A Madea Halloween
  - La Momie (The Mummy)
  - Transformers: The Last Knight

### Pire réalisateur
- Tony Leondis pour Le Monde secret des Emojis (The Emoji Movie)
  - Darren Aronofsky pour Mother!
  - Alex Kurtzman pour La Momie (The Mummy)
  - Michael Bay pour Transformers: The Last Knight
  - James Foley pour Cinquante nuances plus sombres (Fifty Shades Darker)

### Pire scénario
- Le Monde secret des Emojis (The Emoji Movie)
  - Baywatch : Alerte à Malibu (Baywatch)
  - Cinquante nuances plus sombres (Fifty Shades Darker)
  - La Momie (The Mummy)
  - Transformers: The Last Knight

## Distinctions multiples

### Récompenses multiples
- 4 : Le Monde secret des Emojis (The Emoji Movie)
- 2 : Cinquante nuances plus sombres (Fifty Shades Darker)

### Nominations multiples
- 9 : Transformers: The Last Knight
- 8 : Baywatch : Alerte à Malibu (Baywatch), Cinquante nuances plus sombres (Fifty Shades Darker) et La Momie (The Mummy)
- 6 : Pirates des Caraïbes : La Vengeance de Salazar (Pirates of the Caribbean: Dead Men Tell No Tales)
- 5 : Le Monde secret des Emojis (The Emoji Movie)
- 3 : Mother! et Boo 2! A Madea Halloween
- 2 : Very Bad Dads 2 (Daddy's Home 2)